# Rail Baltica

Rail Baltica (v Estoniji znana tudi kot Rail Baltic) je tekoči projekt zelene železniške infrastrukture, ki povezuje Finsko (prek trajekta ali podvodnega predora), Estonijo, Latvijo, Litvo s Poljsko in prek tega z evropskim železniškim omrežjem standardne širine. Namen je zagotavljanje potniških in tovornih storitev med sodelujočimi državami ter izboljšanje železniških povezav med srednjo in severno Evropo, zlasti območjem na jugovzhodu Baltskega morja. Poleg tega naj bi bila katalizator za izgradnjo gospodarskega koridorja v severovzhodni Evropi. Projekt predvideva neprekinjeno železniško povezavo od Talina (Estonija) do Varšave (Poljska). Sestavljena je iz povezav preko Rige (Latvija), Kaunasa in Vilne (Litva). Rail Baltica je eden izmed prednostnih projektov Evropske unije: vseevropskega prometnega omrežja (Trans-European Transport Network - TEN-T).
Glede na študijo, ki jo je izdelal Ernst & Young, so merljive socialno-ekonomske koristi ocenjene na 16,2 milijarde evrov.  Ocenjeni multiplikatorski učinek BDP, ki bi ga ustvaril globalni projekt Rail Baltica, je dodatni 2 milijardi evrov.   Po isti študiji bo Rail Baltic v 29 letih rešil približno 400 človeških življenj. Dokončana naj bi bila do leta 2026. Od junija 2020 je bilo predvideno, da bo podmorski železniški predor med Talinom in Helsinki dokončan okoli sredine leta 2026. Konec aprila 2021 sta vladi Estonije in Finske podpisali memorandum o soglasju, s katerima sta se zavezali k sodelovanju na področju prometa, vendar je od avgusta 2021 predor še v fazi preiskave.

## Pregled

### Predlagani vpliv na okolje
Rail Baltica bo električna železnica, motivirana z željo po zmanjšanju emisij ogljika. Železnica je bila načrtovana tako, da bi se izognila zavarovanim območjem Natura 2000, poleg tega pa zmanjšala vplive na druga okoljsko občutljiva zavarovana območja in obstoječa železniška omrežja tirne širine 1520 mm. Po potrebi bodo nameščene protihrupne ograje. Skozi nasip bodo zgrajeni posebni prehodi za živali.

### Postaje
Železniški projekt bo omogočil intermodalnost in multimodalnost (tj. prevoz tovora z dvema ali več načini prevoza). Rail Baltica vključuje načrte za tri multimodalne tovorne terminale, ki bodo locirani v pristanišču Muuga (Estonija), Salaspils (Latvija) in Kaunas (Litva). To je namenjeno ustvarjanju sinergij z obstoječo infrastrukturo železniškega sistema 1520 mm. V Talinu, Pärnuju, Rigi, letališču Riga, Panevežisu, Kaunasu in Vilni bo sedem mednarodnih potniških postaj z možnimi regionalnimi postajami in povezavami z letališči in morskimi pristanišči.

### Parametri
Rail Baltica bo zgrajena kot nova hitra konvencionalna dvotirna železnica v javni lasti. Če železnica vozi tovorne vlake, bo štiritirna. Elektrificirana bo in opremljena z evropskim sistemom upravljanja železniškega prometa (ERTMS) za signalizacijo in komunikacije. Največja projektna hitrost za potniške vlake je 249 km/h, največja obratovalna hitrost pa 234 km/h.  Za tovorne vlake je največja konstrukcijska hitrost 120 km/h. Nova železniška proga bo zasnovana s tirno širino 1435 mm. Drugi ključni tehnični parametri vključujejo naslednje:
- Največja dolžina tovornega vlaka bo 1050 m.
- Največja osna obremenitev bo 25 ton.
- Brez nivojskih križišč s cestami
- Brez ravninskih križišč z železniškim omrežjem širine 1520 mm
- Za storitve vzdrževanja in nujne pomoči mora biti dostop do glavne proge vsake 2–3 km in na določenih območjih.
- Železnica bo imela balastiran tir.
- Njen energetski sistem naj bo 25 kV.
- Njena dvotirna stran mora potekati desno.
- To je ERTMS Level 2, Baseline 3.

Njeni parametri so v skladu s tehničnimi specifikacijami EU za interoperabilnost (TSI – P2, F1).
Faza načrtovanja Rail Baltica je potekala od leta 2010 do 2017. Faza načrtovanja se je začela leta 2016, projektantske dejavnosti na osrednji potniški postaji Riga in potniški postaji mednarodnega letališča Riga v Latviji pa se bodo nadaljevale do leta 2023. Medtem se je gradnja infrastrukture Rail Baltica začela leta 2019 in naj bi bila dokončana leta 2026.
Odsek od Helsinkov do Talina bodo upravljali obstoječi komercialni trajekti. V prihodnosti bi lahko predlagani predor Helsinki–Talin zagotovil železniško povezavo med obema mestoma. Dolžina železniške proge med Talinom in Varšavo bo najmanj 950 kilometrov. Skupna dolžina baltskega železniškega dela bo 870 km.

## Status
Leta 2017 so vsi trije baltski parlamenti ratificirali medvladni sporazum za projekt Rail Baltica in s tem potrdili svojo dolgoročno zavezanost projektu Rail Baltica. Poleg tega so strokovnjaki Ernst & Young in Atkins International izvedli analizo stroškov in koristi projekta Rail Baltica Global Project na podlagi smernic Evropske unije CBA, ki dokazuje, da je projekt finančno izvedljiv in učinkovit ter da bodo njegove merljive koristi večje od stroškov.
Ministrstvo za javno upravo Republike Estonije je 14. februarja 2018 potrdilo prostorski načrt za železniško progo Rail Baltica v Estoniji, ki vodi do postavitve končne trase in idejnega projekta železnice v tej severni baltski državi. Prostorsko načrtovanje za celotno progo je bilo odobreno v Latviji z odločitvijo latvijske vlade avgusta 2016, nato pa je januarja 2017 potrdila litovska vlada za njihov odsek od Kaunasa do litovsko-latvijske meje v Litvi (Odsek Kaunas – državna meja Litva/Poljska, znana kot Rail Baltica I, je predmet rezultatov študije izvedljivosti nadgradnje). Glede na odločitev Estonije sta bila dokončana prostorsko teritorialno načrtovanje in idejna tehnična zasnova železniške proge Rail Baltica v baltskih državah.
Projekt Rail Baltica je vstopil v fazo načrtovanja v vseh treh baltskih državah z odobritvijo Smernic za podrobno načrtovanje za Rail Baltica. Za določene odseke je zaključeno delo na izdelavi enotnega idejnega tehničnega projekta, razpisu storitev izvedbenega tehničnega projektiranja in izdelavi strategije BIM. 20. marca 2018 je bila prva pogodba za projektiranje in nadzor Rail Baltica železniške postaje, povezane infrastrukture in viadukta Rail Baltica mednarodno letališče Riga podpisana s strani "Eiropas Dzelzceļa līnijas" SIA in zmagovalca odprtega mednarodnega razpisa – partnerstvo dobaviteljev iz treh države "PROSIV" ("Sintagma" (Italija), "Prodex" (Slovaška) in "Vektors T" (Latvija)).
V letu 2018 so bili dokončani dolgoročni poslovni načrt, operativni načrt, nadgrajena študija izvedljivosti evropske tirne železniške proge od Kaunasa do litovsko/poljske meje, študija upravljanja infrastrukture in druge študije v zvezi s komercializacijo in dobavo materialov. Leta 2019 je bil v Estoniji položen prvi temeljni kamen Rail Baltica, ki je označil začetek gradnje viadukta Saustinõmme. Prav tako so bile podpisane pogodbe o podrobnem tehničnem načrtovanju odsekov Talin-Rapla in Pärnu-Rapla v Estoniji, Kaunas-Ramygala in Ramygala-latvijsko/litovska meja v Litvi, Vangaži-Salaspils-Misa in glavna proga skozi Rigo v Latviji. S podpisanimi pogodbami so se začele geotehnične raziskave na različnih odsekih železnice za zbiranje podatkov o tleh.
V letu 2020 se nadaljuje razvoj podrobne tehnične zasnove na 643 km glavnega tira, ki vključuje vse železniške odseke v Estoniji in Latviji ter odseke od Kaunasa do latvijsko-litovske meje v Litvi.
V Latviji se je gradnja glavne postaje v Rigi uradno začela s slovesnostjo 23. novembra 2020. Izbran je bil tudi izvajalec projekta letališke postaje Riga, začetek gradnje pa je predviden maja 2021. Začeli so se tehnični pogovori z nevladnimi organizacijami v Rigi, da bi razpravljali o tehničnih rešitvah projekta, zlasti o prehodih, nadvozih in drugih infrastrukturnih elementih v mestu.
V Estoniji so se začele razprave o presoji vplivov na okolje in do konca leta 2020 je bilo več sestankov. Med razpravami so ljudje vabljeni, da postavljajo vprašanja o prihajajočih spremembah v okolju, hkrati pa so predstavljene različne tehnične rešitve.

### Izvajalci projekta
Projekt Rail Baltica izvajajo tri baltske države – Estonija, Latvija in Litva. Finska je februarja 2019 napovedala, da se bo tudi pridružila projektu.
Upravičenci projekta Rail Baltica so ministrstva treh baltskih držav – estonskega ministrstva za gospodarske zadeve in komunikacije, latvijskega ministrstva za promet in litovskega ministrstva za promet in komunikacije. Leta 2014 so ustanovili skupno podjetje RB RAIL AS za glavnega koordinatorja in izvajalca projekta z namenom dokončanja železnice in razvoja projekta Rail Baltica. Njegova glavna dejavnost je projektiranje, gradnja in trženje železnice. RB Rail AS tudi predloži predloge EU za financiranje nabavnega organa Rail Baltica za vse strani za nabavo študij, načrtov, načrtov za globalni projekt, podsistemov (nadzor, poveljevanje in signalizacija ter energija/elektrifikacija), surovin in ključne komponente in čezmejni tirni odseki.
Nacionalna izvajalska telesa so Rail Baltic Estonia OU v Estoniji, Eiropas Dzelzceļa līnijas SIA v Latviji, Rail Baltica statyba UAB in Lietuvos Geležinkeliu Infrastruktūra v Litvi.[25] Vsa gradnja, ki jo izvajajo izvajalci, poteka pod nadzorom RB Rail AS in temelji na skupnih načelih javnih naročil, pravilih in predlogah pogodb.

### Financiranje
Skupni ocenjeni stroški projekta Rail Baltica Global znašajo 5,8 milijarde evrov v vseh treh baltskih državah glede na študijo stroškov in koristi, ki jo je leta 2017 izvedel EY.
Študija izvedljivosti Rail Baltica v treh baltskih državah, ki jo je izvedel AECOM leta 2011, je ocenila stroške železnice na 3,6 milijarde evrov in je dokazala, da je Rail Baltica ekonomsko upravičena. Na podlagi te študije so bile sprejete ključne politične in praktične odločitve – tako na nacionalni ravni kot na ravni EU – za izvajanje Rail Baltica.
Od študije AECOM je projekt dozorel in bistveni elementi so bili naknadno dodani globalnemu projektu Rail Baltica za boljšo povezljivost, mobilnost potnikov in intermodalnost. Dodatki k Globalnemu projektu vključujejo usmeritev potniške proge Rail Baltica skozi mednarodno letališče Riga in izgradnjo letališke potniške postaje (Latvija), povezavo Kaunas–Vilnius (Litva), izboljšano povezavo v Kaunasu (Litva) in izgradnjo tramvajska linija "Ülemiste-Tallinn airport" (Estonija). Poleg tega so bile izdelane presoje vplivov na okolje, prostorsko načrtovanje in nekaj idejnih projektov, ki omogočajo boljšo oceno potrebnih naložb za projekt.
Tako so bili aprila 2017 skupni stroški izvajanja globalnega projekta Rail Baltica v treh državah, vključno z izgradnjo odseka Kaunas–Vilna, ocenjeni na približno 5,8 milijarde evrov. Glede na analizo stroškov in koristi Ernst & Young (EY) je bila dokazana gospodarska izvedljivost projekta in koristi, ki jih bo družba pridobila, kar zagotavlja potrebne posodobljene parametre za nadaljnje sofinanciranje projekta na ravni EU in države.
Donosnost projekta je v njegovih širših družbeno-ekonomskih koristih, ki jih EY ocenjuje na približno 16,22 milijarde evrov. Poleg tega bo Rail Baltica ustvarila številne neizmerne (večinoma katalitične) koristi z regionalnim povezovanjem, razvojem turizma, ustanavljanjem novih podjetij, večjo privlačnostjo za NTI, dostopom do novih izvoznih trgov, tehnološkim prenosom, inovacijami itd.
Projekt financirajo države članice in proračun Evropske unije TEN-T ter strukturni in kohezijski skladi, ki se zagotavljajo novim državam članicam EU. Do začetka leta 2018 so tri baltske države in RB RAIL AS prejele dve donaciji, zasnovani v okviru CEF za gradnjo železnice Rail Baltica, s podpisom sporazumov o dodelitvi sredstev v skupni vrednosti 765 milijonov evrov. Od 13. julija je bila podpisana tretja pogodba o dodelitvi nepovratnih sredstev v skupni vrednosti 130 milijonov evrov, od katerih je 110 milijonov evrov prispevek CEF.
Julija 2020 je bilo prejeto še eno financiranje CEF v višini 216 milijonov EUR za gradbena, tehnično projektiranje in načrtovalna dela, zato je projekt prejel okoli 1,2 milijarde EUR iz sredstev EU in nacionalnih sredstev.

### Potek in standard
Leta 2011 so se tri baltske države dogovorile o poti, ki povezuje Talin, Pärnu, Rigo, Panevėžys in Kaunas. Študija izvedljivosti za to možnost je ocenila, da bo proga skupaj stala približno 3,68 milijarde evrov.
Sprva sta bili obravnavani dve možnosti. Obe možnosti sta vključevali nadgradnjo obstoječe železnice (s standardno tirno širino) na 160 km/h na odseku, ki poteka od Varšave preko Białystok in Ełk do Trakiszki, ki ji je sledila nova železnica s standardno tirno širino Trakiszki– Kaunas. Za preostanek poti do Talina sta bili obravnavani dve različni možnosti:
- Prva možnost je bila nadgradnja obstoječe železnice od Joniškisa preko Rige in Tartuja do Talina na 160 km/h, pri čemer se ohrani sedanji ruski tir in v državni lasti, ter nova železnica Kaunas–Joniškis s 160 km/h, prav tako na ruskem tiru in v državni lasti. Zaradi prekinitve tira v Kaunasu bi morali potniki tam zamenjati vlak. Za tovor bi v bližini Kaunasa postavili prekladalni objekt ali postajo za menjavo podstavnih vozičkov. Ta možnost je bila že izvedena kot Rail Baltica I.
- Druga možnost je bila nova železnica s standardno širino hitrosti 200 km/h (s 3 kV DC, enaka napetost kot na Poljskem) od Kaunasa preko Joniškisa do Rige, kot zgoraj, vendar se nato nadaljuje po krajši, bolj ravni progi preko Pärnuja v Talin. Ta možnost je bila izbrana kot prednostna pot. Obstoječa linija Lelle-Pärnu v Estoniji je bila 9. decembra 2018 dokončno zaprta za potniški promet [26], saj je bila potrebna obnova v višini 17 milijonov EUR.

Med načrtovanjem lokacije projektne poti v baltskih državah je bil dosežen konceptualni dogovor med tremi baltskimi državami, da mora biti čim bolj ravna, saj zagotavlja največje koristi ob najnižjih stroških. Krajša in bolj neposredna je pot, hitrejši promet je mogoče zagotoviti, kar ima ekonomsko največjo prednost v primerjavi s svojimi alternativami. To je potrdila študija AECOM iz leta 2013, ki je analizirala štiri možne možnosti lokacije poti v vseh treh baltskih državah.
Leta 2017 so parlamenti treh baltskih držav ratificirali medvladni sporazum o Rail Baltica, v katerem je navedeno, da »proga poteka od Talina prek Pärnu-Riga-Panevezys-Kaunas do litovsko-poljske državne meje s povezavo Vilna-Kaunas kot del železnica« in opredelitev projektne hitrosti 240 km/h za potovanje potnikov. Zdaj je proga globalnega projekta Rail Baltica poravnana od Talina do Kaunasa z že zgrajenim odsekom evropske tirne železniške proge od Kaunasa do litovsko-poljske meje, ki je predmet rezultatov študije izvedljivosti nadgradnje. Kljub temu so ministrstva treh baltskih držav aprila 2018 potrdila Smernice za načrtovanje Rail Baltica, v katerih je navedeno, da bo največja konstrukcijska hitrost 249 km/h, največja delovna hitrost pa 234 km/h.
Poljski odsek Rail Baltica se nadgrajuje, da bi lahko potniški vlaki vozili s hitrostjo 200 km/h, odsek Ełk–državna meja je lahko zgrajen tako, da bo omogočal 250 km/h in ga je mogoče elektrificirati z uporabo 25 kV AC sistema.

### Rail Baltica I
Ime Rail Baltica se včasih uporablja tudi za prvo fazo izgradnje evropske tirne železnice od poljsko-litovske meje do Kaunasa v Litvi. Slavnostno so jo odprli 16. oktobra 2015. Projekt, ki je poleg obstoječih ruskih tirov zgradil en tir evropske standardne širine, je stal 380 milijonov evrov. Na progi dolgi 119 km vozijo dizelski vlaki, pri čemer potniški vlaki vozijo do 120 km/h, tovorni pa do 80 km/h. Večje hitrosti bodo odvisne od prihodnje elektrifikacije in novega signalnega sistema. Junija 2016 so Litovske železnice in Polregio dodale ob koncu tedna potniški vlak med Kaunasom in Białystok.
V Estoniji in Latviji je izvajanje projekta Rail Baltica I vključevalo nadgradnjo obstoječih železniških prog v regiji. 66 kilometrov dolga ruska tirna proga od Tartuja do Valge (na meji z Latvijo) v Estoniji je bila obnovljena med letoma 2008 in 2010. Dela je opravila finska skupina VR za 40 milijonov evrov.
Železniški odsek od Šiauliaija do latvijske meje (z uporabo široke tirne proge) je bil na novo zgrajen, dokončan pa naj bi bil leta 2015 z ocenjenimi stroški 270 milijonov evrov. V Latviji je bila leta 2016 končana obstoječa nadgradnja železniške proge med Rigo in Valko, ki je stala 97 milijonov evrov. EU je prispevala približno 25 % stroškov za tri dele.

## Koristi
Ko govorimo o prednostih projekta, je poudarjeno, da bo baltska železniška infrastruktura povezana z evropskim železniškim koridorjem in bo zagotavljala hitra potovanja potnikov in tovora. Rail Baltica ustvarja možnost prenosa glavnega tovornega prometa v regijah s cestnega na železniški, ki se zaenkrat prevaža proti Rusiji in nato na sever s težkimi tovornjaki. V primeru Poljske se tovornjaki peljejo po lokalnih cestah in neposredno prečkajo vasi Podlaškega vojvodstva.
Glede na študijo stroškov in koristi, ki jo je izvedel Ernst&Young leta (2017), se koristi Rail Baltica izračunajo kot:
- 7,1 milijarde evrov prihranjenih pri podnebnih spremembah in zmanjševanju hrupa
- preusmeritev ustreznega tirnega prometnega toka na železnice – 30-40 %
- 13.000 delovnih mest ustvarjenih v fazi gradnje
- 5,3 milijarde evrov prihranjenih za potniška in tovorna potovanja
- 5,3 milijona prihranjenih potniških ur
- 400 rešenih človeških življenj v 29 letih

Vse skupaj so merljive socialno-ekonomske koristi ocenjene na 16,2 milijarde evrov. Ocenjeni multiplikatorski učinek BDP, ki bi ga ustvaril globalni projekt Rail Baltica, je dodatni 2 milijardi evrov. Trdi se tudi, da bodo prinesle "bistvene neizmerne koristi".

## Kritike
Kritike so se začele po objavi študije izvedljivosti, ki jo je izvedel AECOM, pri čemer je vlada Litve želela vključiti povezavo z Vilno. Župan Tartuja, drugega največjega mesta v Estoniji, je pozval, naj se mesto vključi v traso.
Leta 2013 je estonsko združenje Rimskega kluba svetovalo vladi, naj opusti progo Rail Baltica. Navedene so bile tudi težave v programu okoljske presoje.
Leta 2017 sta dve estonski okoljski skupini trdili, da je pomanjkanje sodelovanja javnosti pri odločitvi baltskih vlad in gradnji nove proge namesto nadgradnje obstoječega omrežja v nasprotju z Aarhuško konvencijo.
V letih 2016 in 2017 so bila v Estoniji sestavljena tri odprta pisma, ki so estonsko vlado in parlament pozvala, naj ustavita projekt v načrtovani obliki. Glavni argumenti v teh pismih so bili, da bo nova proga kot greenfield projekt povzročila preveliko škodo naravi in bistveno ne izboljša možnosti potovanja.
Priit Humal, Karli Lambot, Illimar Paul in Raul Vibo, strokovnjaki za logistiko in inženiring, so 8. junija 2017 objavili kritično analizo analize stroškov in koristi Rail Baltica, ki jo je izdelal EY (prej Ernst & Young), kjer so trdili, da je 4,1 € milijarda navedenih socialno-ekonomskih koristi je napačna, zato projekt Rail Baltica ni niti izvedljiv niti upravičen do financiranja EU. Za komentar so prosili RB RAIL AS, koordinatorja Rail Baltica, ki je odgovoril štiri mesece pozneje. Avtorji prve študije so trdili, da vprašanja, izpostavljena v njihovi prejšnji analizi, niso bila ustrezno obravnavana v uradnih odgovorih in da bo zato Rail Baltica škodljiva za družbo.
Avtorjem kritične analize so očitali navzkrižje interesov, saj je eden od avtorjev lastnik logističnega podjetja. Trdilo se je, da bi Rail Baltic zmanjšal obseg poslovanja podjetij v cestnem prometu. Avtor je te trditve zanikal.
Dne 10. aprila 2018 je bilo objavljeno odprto pismo, ki ga je podpisalo 424 ljudi in predlaga ustavitev celotnega načrta v sedanji obliki.